# Alon USA
Alon USA (en hebreu: אלון ארה"ב) és una empresa amb seu a Dallas, Texas, que mitjançant les seves empreses filials, opera en els sectors de l'energia i la venda al detall a Israel i als Estats Units. La companyia es dedica a refinar i a comercialitzar productes petrolífers, com ara; sofre, asfalt, petroli, cru pesant, i combustible, gasolina, dièsel, combustible per a reactors, productes petroquímics i matèries primeres en les regions del Sud-est, el Sud-oest i l'Oest dels Estats Units; i el subministrament de combustibles per als motors i altres productes derivats del petroli, a través d'una xarxa de punts de venda al públic i betzineres. Alon opera supermercats; ven articles per a la llar, regals, joguines, articles per a nadons i altres articles no alimentaris mitjançant una cadena de franquícies, així com articles de salut i bellesa, subministraments per a nadons, articles de neteja, etc.). Alon opera botigues de conveniència que ofereixen betzina, combustible dièsel, aliments, tabac, begudes no alcohòliques, begudes alcohòliques, productes i mercaderies en general. La companyia també posseeix propietats com; supermercats, indústries i comerços, i té la propietat i l'arrendament de diversos locals, que inclouen; supermercats, restaurants de carretera, cafeteries, hamburgueseries, restaurants, botigues d'aliments, etc. Alon opera locals de menjar ràpid; comercialitza combustibles i lubricants per a la indústria, l'agricultura i els sectors institucionals; produeix aigua dessalada; i opera un peatge electrònic. La companyia va ser incorporada el 1989 i la seva seu central es troba en el quibuts Yakum, a Israel, l'empresa té diverses refineries de petroli a Texas, a Califòrnia, i a Oregon. Alon USA ha estat adquirida recentment per l'empresa israeliana Delek US.